# Spirit of Titan

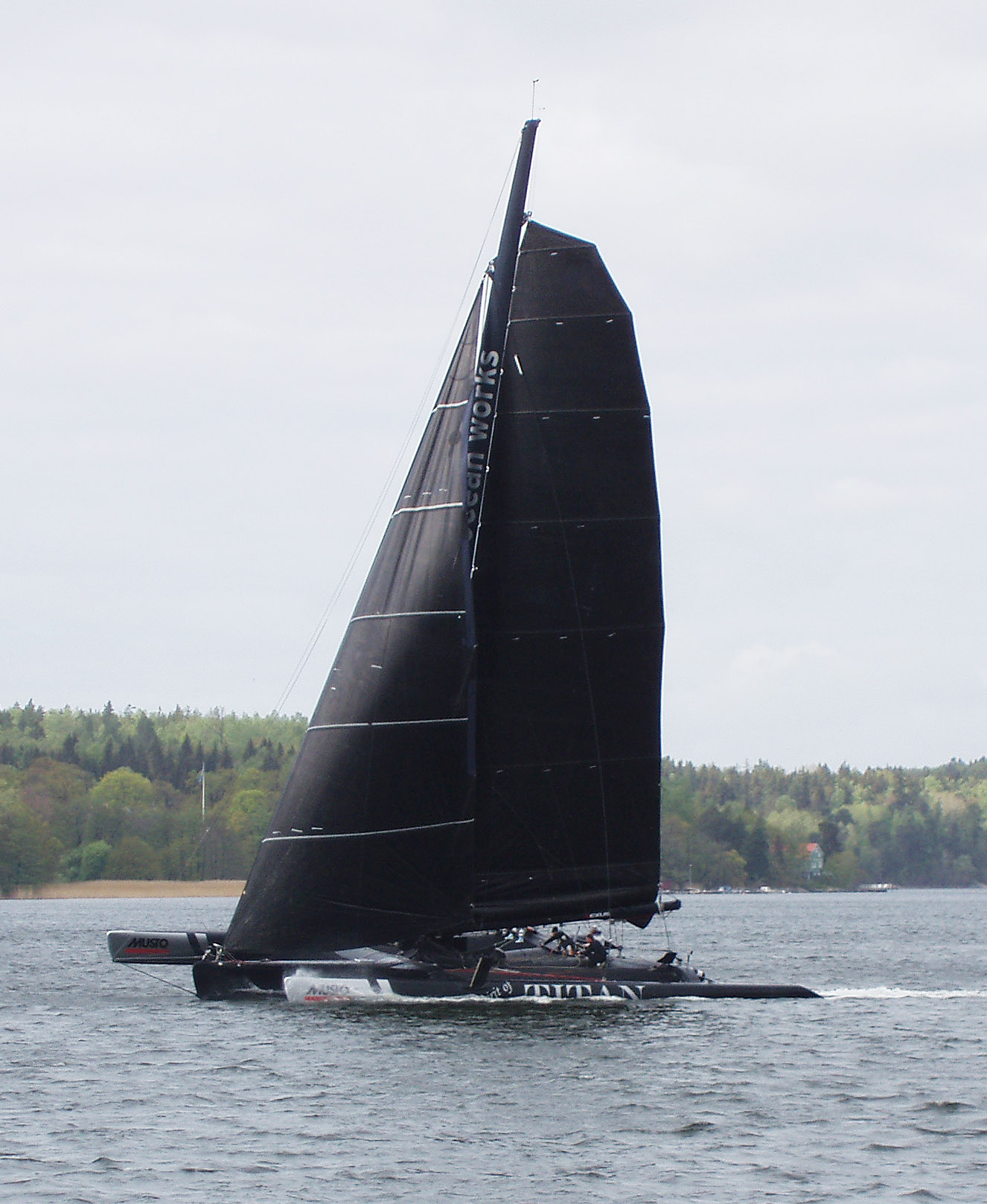
Trimaranen "Spirit of Titan" vid målgången utanför Torsviks fyr i kappseglingen Lidingö Runt 2009. LYS-tal 3,11.

Spirit of Titan är en segelbåt av typen trimaran, open ORMA 60. Båten som är 60 fot lång (18,3 m) har en toppfart på omkring 40 knop och är byggd bl.a. med kolfibermaterial och beslag i titan. Spirit of Titan är genom sitt lätta skrov och rigg en av de snabbaste trimaranerna i sin klass i världen. Båten innehar gällande rekord från Ystad till Haparanda och seglades då av Kenneth Nylander och Fredrik Nylöf i tävlingen "Blå bandet"  och avverkade sträckan 956 distansminuter med en snittfart på 17,14 knop.
Spirit of Titan används förutom som tävlingsbåt även för eventsegling.

## Tekniska data
- Längd: 18,30 m
- Bredd: 15,40 m
- Djupgående: 4,5 m
- Deplacement: 5,3 ton
- Storsegel: 148 m²
- Genua: 95 m²
- Gennaker: 195 m²
- Svenskt Respitsystem SRS (tidigare LYS): 3,11

- Hemmahamn: Djursholm, Stockholm
- Ägare (2009): Ulf Bowallius

### Fotnoter
1. ↑  ORMA är en förkortning på organisationen Ocean Racing Multihull Association.
2. ↑   Tävlingen "Blå bandet" arrangeras av tidskriften Båtnytt.